# 삼국지 공명전
삼국지 공명전(三國志孔明傳, 일본어: 三國志孔明伝, Sangokushi Kōmeiden)은 일본의 게임 회사인 코에이가 발매한 삼국지 턴제 RPG게임 시리즈 중 두 번째 작품이다.

## 작품 해설
1996년 4월 발매되었다(마이크로소프트 윈도우판). 플레이어는 촉한의 승상인 제갈량이 되어 천하 통일과 한 왕조의 부흥을 목표로 한다. 제갈량의 수명이 설정되어 있고, 퇴각하는 횟수를 많이 하면 제갈량이 사망하는 엔딩이 나온다. 또 스토리의 도중부터 삼국지연의와는 내용과 달리 천하 통일과 헌제가 복위되는 오리지널 엔딩이 있다.
PC판에서는 거의 일직선의 시나리오이지만, PS판이라면 방통이나 관우를 살아 남게 하거나 유선을 폐위하고 제갈량 스스로 제위에 오르는 등의 분기 시나리오가 준비되어 있다.

## 같이 보기
- 촉한
- 제갈량
- 코에이